# Romanowscy herbu Bożawola

herb Bożawola

Romanowscy herbu Bożawola – polska rodzina szlachecka wywodząca się z Rusi Czerwonej. Według K. Niesieckiego najstarsze wzmianki o członkach tego rodu pochodzą z 1454 r. (Mikołaj Romanowski, podczaszy lwowski). Gniazdem rodowym Romanowskich był Romanów w ziemi chełmskiej. 
Ważniejsi przedstawiciele rodu:
- Andrzej Romanowski (II poł. XVI w. - 1648), podsędek bełski
- Jan Karol Romanowski (I poł. XVII w. - 1694), podkomorzy chełmski, wielokrotny poseł na sejm
- Tomasz Jan Romanowski (poł. XVII w. - 1736), podkomorzy chełmski, marszałek konfederacji tarnogrodzkiej w ziemi chełmskiej
- Filip Romanowski (1794–1853), malarz i nauczyciel rysunku
- Mieczysław Romanowski (1833–1863), poeta, powstaniec styczniowy